# Mark Ogden
Mark Anthony Ogden jr. (San Diego, 7 ottobre 1994) è un cestista statunitense.

## Carriera
A livello universitario si è diviso tra il Grossmont College (2012-2014) e la Dixie State University (2014-2016).
La sua prima parentesi post-universitaria ha avuto luogo in Lussemburgo, avendo firmato nel maggio 2016 con il Racing Luxembourg. Nel 2017-2018 ha militato nell’Olimpi Tbilisi, nella Super Liga georgiana, dove ha registrato una media di 14,4 punti e 9,1 rimbalzi a partita. Nella stagione successiva, sempre con la stessa squadra, ha migliorato le proprie statistiche con 16,9 punti, 10,9 rimbalzi e 2,2 assist in 17 presenze.
Nel 2019-2020, dopo essere stato messo sotto contratto nell'ottobre 2019 dalla franchigia NBA degli Atlanta Hawks, ha proseguito la stagione nella NBA G League con i College Park Skyhawks, squadra affiliata agli Hawks, senza riuscire a esordire in NBA. Con gli Skyhawks ha disputato 36 partite, con una media di 5,6 punti e 3,8 rimbalzi in 13,1 minuti a gara.
Nell'ottobre 2020 ha firmato un contratto di due mesi con il s.Oliver Würzburg, con cui ha giocato tre partite in Basketball-Bundesliga al posto di Gavin Ware e Justin Sears. La sua annata è poi proseguita in Polonia allo Stal Ostrów Wielkopolski, totalizzando 8,3 punti e 5,9 rimbalzi di media in 9 gare e partecipando alla conquista del titolo nazionale. Con la stessa squadra ha preso parte anche alla FIBA Europe Cup, dove ha chiuso con 7,1 punti e 6,1 rimbalzi in 7 partite europee, tirando con il 57,6% dal campo.
Nel 2021-2022 Ogden ha iniziato la stagione in Israele all'Hapoel Holon, partecipando, oltre che alla nella massima serie nazionale, anche alla Basketball Champions League. A stagione in corso ha rescisso e si è trasferito in Romania, al CSM Oradea, dove in campionato ha chiuso con 10,9 punti, 5,6 rimbalzi e 1 assist a gara in campionato, e 10 punti, 5,5 rimbalzi con il 90,9% ai liberi in 6 partite della FIBA Europe Cup. Ha militato nella stessa formazione rumena anche l'anno successivo.
La stagione 2023-2024 lo ha visto approdare nella seconda serie italiana, ingaggiato dalla Fortitudo Bologna. Con un apporto di 15,9 punti e 8,3 rimbalzi di media tra regular season e fase a orologio, ha aiutato la squadra ad arrivare fino alla finale dei play-off promozione persi contro Trapani Shark.
Nell'estate del 2024 ha firmato un contratto annuale con la New Basket Brindisi, squadra neoretrocessa in Serie A2, proseguendo così la sua carriera nel campionato cadetto italiano. Alla quarta giornata si è fratturato il secondo metatarso del piede sinistro, infortunio che lo ha tenuto fuori causa per poco più di due mesi. Tornato a disposizione, ha chiuso la regular season a 13,3 punti e 6,8 rimbalzi a partita.

## Palmarès
- Campionato polacco: 1

Stal Ostrów: 2020-2021